# Signe Holt Andersen
Signe Holt Andersen (ur. 28 sierpnia 1999 w Aarhus, Dania) – duńska piłkarka, grająca na pozycji ofensywnego pomocnika.

## Kariera piłkarska

### Kariera klubowa
W 2016 rozpoczęła karierę piłkarską w miejscowej drużynie IK Skovbakken, w składzie której została wicekrólem strzelców Kvindeligaen w sezonie 2016/17. Po reorganizacji klubu została piłkarką VSK Aarhus. Latem 2018 roku została zaproszona do szwedzkiego Växjö DFF. Po dobrowolnym rozwiązaniu umowy ze szwedzkim klubem, podczas letniego rynku transferowego 2021, postanowiła dołączyć do Lazio, włoskiego klubu, który niedawno awansował do Serie A. Doświadczenie z rzymskim zespołem trwało kilka miesięcy, gdyż na początku grudnia 2021 roku rozwiązała umowę po 6 występach i zdobyciu 2 bramek w lidze. 26 listopada 2021 podpisała kontrakt z norweskim Lillestrøm SK.

### Kariera reprezentacyjna
W 2014 roku zadebiutowała w juniorskiej reprezentacji Danii U-17. W latach 2016–2018 broniła barw juniorskiej reprezentacji Danii U-19. W 2019 zaliczyła jeden występ w młodzieżowej reprezentacji Danii U-23.

## Sukcesy i odznaczenia

### Sukcesy klubowe
IK Skovbakken
- brązowa medalistka mistrzostw Danii (1): 2016/17